# Leucostrophus hirundo
Leucostrophus hirundo is een vlinder uit de familie van de pijlstaarten (Sphingidae). De wetenschappelijke naam van de soort is voor het eerst geldig gepubliceerd in 1871 door Carl Eduard Adolph Gerstaecker.